# Siemens Venture
A Siemens Venture a Siemens Mobility által az észak-amerikai piacra gyártott mozdonyvontatású személyszállító vasúti kocsitípus. A kocsik az Európában használt Siemens Viaggio Comfort kocsikból származnak, az észak-amerikai üzemhez igazítva. A kocsikat 2018-ban állította forgalomba a Brightline, és azóta az Amtrak is megrendelte őket az országos és az államilag támogatott útvonalakra (többek között Kalifornia, Illinois, Michigan, Missouri, Wisconsin és Washington államban), valamint a kanadai Via Rail.